# Ophiomitrella chilensis
Ophiomitrella chilensis is een slangster uit de familie Ophiacanthidae.
De wetenschappelijke naam van de soort werd in 1952 gepubliceerd door Theodor Mortensen.